# Trollowy most
Trollowy most (ang. Troll Bridge) – krótkie opowiadanie napisane przez Terry’ego Pratchetta, osadzone w fantastycznym Świecie Dysku. Po raz pierwszy zostało opublikowane w 1991 r. w zbiorze opowiadań After The King: Stories in Honour of J.R.R. Tolkien.
Cohen Barbarzyńca zamierza zabić trolla w samotnym pojedynku. Motywacją do tego były słowa jego ojca, który w młodości rzekł mu, że jeśli zabije trolla, to nic już nie będzie dla niego niemożliwe. Jednak napotkany troll rozpoznaje legendarnego bohatera i zaczyna mu się zwierzać, jak źle się mieszka pod mostem popadającym w ruinę. Cohen też oddaje się wspomnieniom: kiedyś świat wyglądał zupełnie inaczej, a teraz wszędzie znajdują się farmy i nie ma już mrocznych lasów zamieszkanych przez hordy goblinów napadających na wędrowców. Ostatecznie Cohen odjeżdża, pozostawiając trollowi kilka złotych monet. Bohaterowi cały czas towarzyszy gadający wierzchowiec, który prawi mu morały.